# Toren van de winden
De Toren van de winden of het Horologium van Andronicus van Cyrrhus, in het Modern Grieks Αέριδες (Aerides), is een monument in Athene uit de 2e of 1e eeuw v.Chr. dat de tijd en de windrichting aangaf.
De Toren van de winden staat in het oude Athene in het centrum van de stad, aan de rand van de Romeinse Agora en waar nu de wijk Plaka is. Andronicus van Cyrrhus wordt door Vitruvius (I, 6, 4-5) en Varro (De re rustica, III, 5, 17) als de ontwerper genoemd. Hij had al eerder een beroemde zonnewijzer gemaakt voor de tempel van Poseidon op het eiland Tinos, zoals uit een inscriptie bekend is.
De toren is een achthoekig bouwwerk van 12 m. hoog en 3,2 m. lang aan iedere zijde. Hij staat op een basis van drie treden en heeft twee ingangen waarvoor kleine portieken stonden met ieder twee Korinthische zuilen. Het gebouw is gemaakt van Pentelisch marmer. Boven op ieder van de acht kanten is in reliëf de god van een wind afgebeeld, elk precies op de richting waaruit hij waait. De windgoden, die gevleugeld en bijna horizontaal door de lucht vliegend zijn afgebeeld, zijn Boreas (noordenwind), Kaikias (noordoostenwind), Euros (oostenwind), Apeliotes (zuidoostenwind), Notos (zuidenwind), Lips (zuidwestenwind), Zephyros (westenwind) en Skiron (noordwestenwind). Uit de beschrijving van Vitruvius weten we dat erbovenop een marmeren kegel stond met een bronzen Triton, die als een grote windvaan werkte en met een staf in zijn hand naar een van de acht goden wees om de heersende windrichting aan te geven.
In het gebouw bevond zich een enorme waterklok. Aan de achterkant van het gebouw is een groot halfrond waterreservoir gebouwd, waaruit het water stroomde dat het raderwerk van de klok aandreef.
Het gebouw diende ook aan de buitenkant als uurwerk. Doordat de voorkant precies op het noorden is gericht, is door de val van de schaduw op de zijkanten precies te zien welk deel van de dag het is. Voor de preciezere tijd droeg elk van de zijkanten een grote zonnewijzer.
In de Turkse tijd was het bouwwerk een tijdlang een Tekké voor derwisjen. In de jaren 1837-1845 werd het monument opgegraven door de Griekse archeologische dienst. Het is nu een van de best bewaarde monumenten uit de oudheid in Athene.